# 8. skupina
Mezi prvky 8. skupiny periodické tabulky prvků patří železo (Fe), ruthenium (Ru), osmium (Os) a hassium (Hs). Elektronová konfigurace valenční elektronové slupky je ns2 (n-1)d6.
Všechny prvky této skupiny patří mezi přechodné kovy a vytvářejí sloučeniny s maximálním oxidačním číslem VIII. Pouze u železa jsou známy sloučeniny s oxidačním číslem jen do VII.
V minulosti se často používal název skupina železa. Ten ale nepopisoval 8. skupinu prvků, ale sousední prvky železa ve 4. řádku periodické tabulky (chrom, mangan, železo, kobalt a nikl) nebo pouze poslední tři (železo, kobalt a nikl).
Nejznámějším prvkem skupiny je železo, které je čtvrtým nejběžnějším prvkem v zemské kůře. Pro lidstvo je to historicky nejdůležitější kov a má rozsáhlé využití v průmyslu. Železo dalo název historickému období mezi lety 700 před naším letopočtem a rokem 0 našeho letopočtu - doba železná. Je to období dějin lidstva, které následovalo po konci doby bronzové. Tento termín zavedl dánsky archeolog Christian Jürgensen Thomsen na základě nálezů předmětů vyrobených ze železa, které v tomto období člověk používal. Byly to nejrůznější pracovní nástroje a zbraně.
Železo je také součástí živých organismů. Nachází se v proteinech hemoglobinu a myoglobinu, které jsou zodpovědné za transport kyslíku po těle. Nedostatek železa v těle může způsobit anémii z nedostatku železa a nadbytek železa v těle může být toxický.

## Vlastnosti
| Atomové číslo | Prvek     | Bod tání       | Bod varu       | Rok objevu      | Objevitel                                 |
| ------------- | --------- | -------------- | -------------- | --------------- | ----------------------------------------- |
| 26            | Železo    | 1811 K 1538 °C | 3134 K 2862 °C | <3000 př. n. l. | Neznámý                                   |
| 44            | Ruthenium | 2607 K 2334 °C | 4423 K 4150 °C | 1844            | Karl Ernst Claus                          |
| 76            | Osmium    | 3306 K 3033 °C | 5285 K 5012 °C | 1803            | Smithson Tennant a William Hyde Wollaston |
| 108           | Hassium   | —              | —              | 1984            | Peter Armbruster a Gottfried Münzenberg   |

## Etymologie
- Železo - chemická značka Fe, latinsky ferrum. Název je odvozen od fars (česky být tvrdý) nebo od ferreus (česky pevnost, tvrdost, necitelnost). Náš název železo pravděpodobně pochází od slov léz nebo lézo, které znamenají ostří.
- Ruthenium - chemická značka Ru, latinsky ruthenium. Je pojmenováno na počest vlasti svého objevitele a vychází z tehdejšího latinského názvu pro Rusko.
- Osmium - chemická značka Os, latinsky osmium. Název pochází ze starořeckého ὀσμή (osmḗ), česky vůně. Je to kvůli popelavé a kouřové vůni těkavého oxidu osmia.
- Hassium - chemická značka Hs, latinsky hassium. Prvek byl pojmenován po spolkové zemi Hesensko, ve které byl objeven. Zasedání IUPAC toto pojmenování schválilo v roce 1997.

## Historie objevů

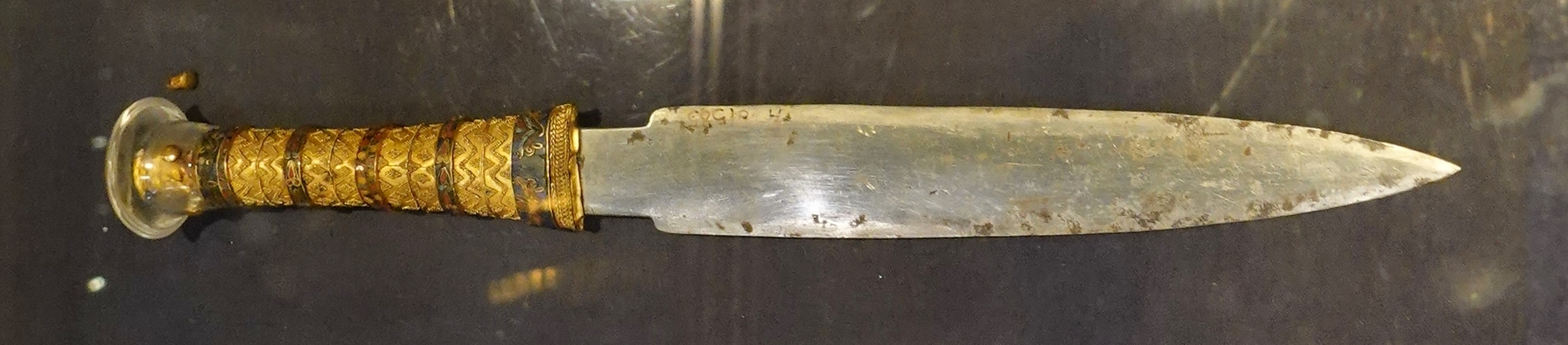
Tutanchamova dýka vyrobená z meteoritického železa

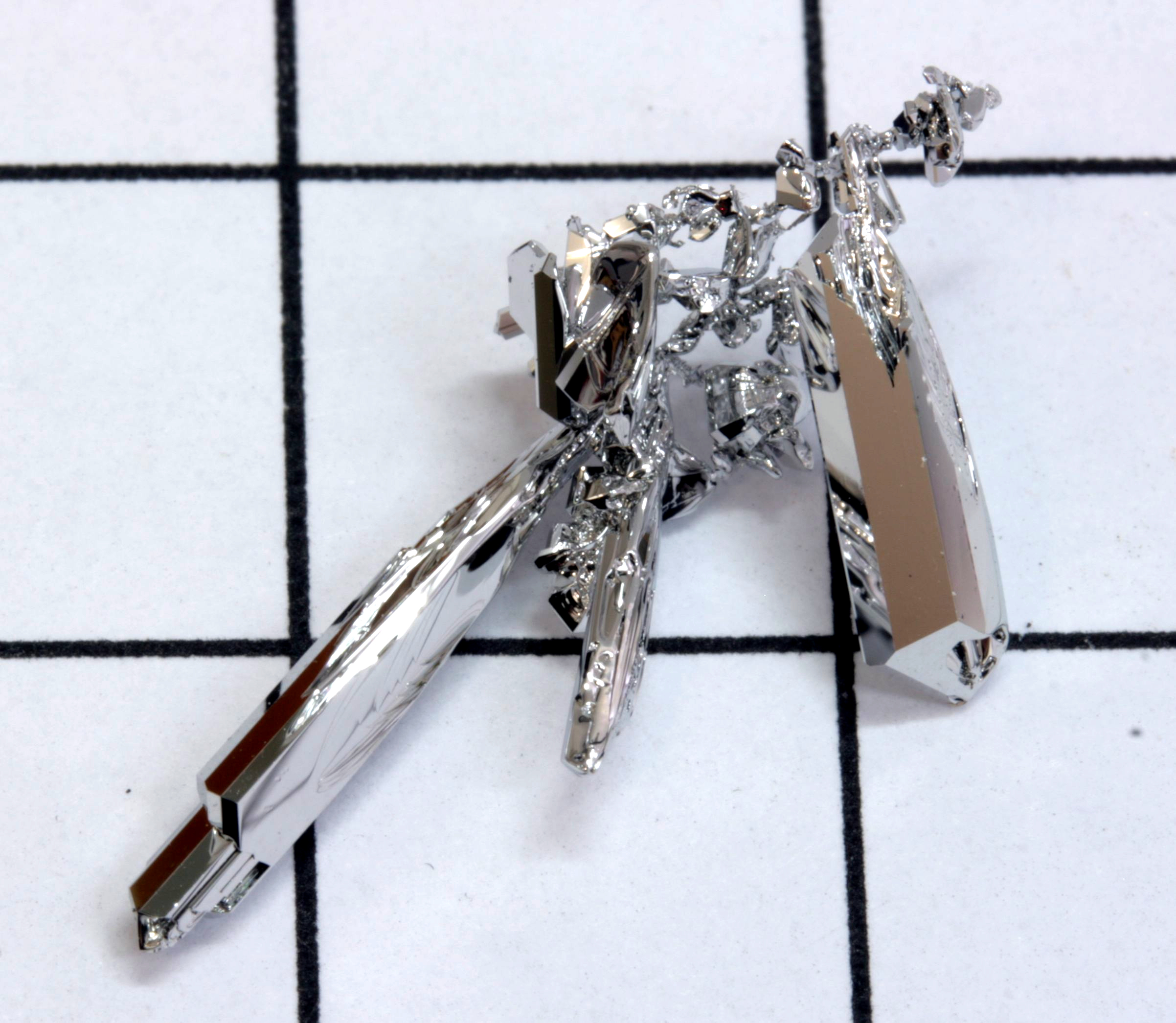
Krystaly ruthenia

- Tutanchamova dýka vyrobená z meteoritického železaŽelezo je jedním z prvků, které starověký svět znal a používal. Korálky vyrobené z meteoritického železa v roce 3500 př. n. l. byly nalezeny v Gerzehu v Egyptě. Obsahovaly 7,5 % niklu, což je známka meteorického původu, protože železo nalezené v zemské kůře má Krystaly rutheniaobecně jen nepatrné nečistoty niklu. Meteoritické železo bylo vysoce ceněno díky svému původu na nebesích. Často se používalo k výrobě zbraní a nástrojů. Železné předměty vysokého stáří jsou však mnohem vzácnější než předměty ze zlata nebo stříbra, a to kvůli korozi železa. Technologie jeho zpracování se vyvíjela pomalu a dokonce i po objevu tavení trvalo mnoho staletí, než železo nahradilo bronz jako kov pro výrobu nejrůznějších nástrojů a zbraní.

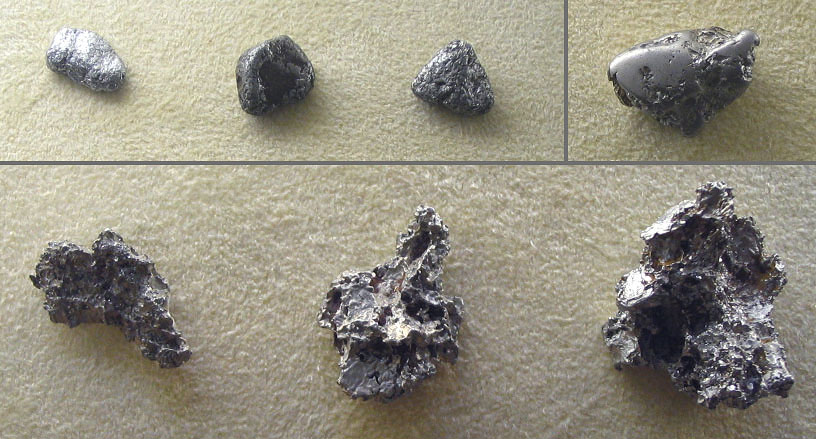
Platina obsahující stopy ostatních kovů platinové skupiny, tedy i ruthenia a osmia

- Platina obsahující stopy ostatních kovů platinové skupiny, tedy i ruthenia a osmiaRuthenium bylo objeveno roku 1844 v sibiřské platinové rudě ruským chemikem Karlem Ernstem Clausem. Společně s rhodiem a palladiem patří do triády lehkých platinových kovů. V přírodě doprovází ostatní platinové kovy, hlavní naleziště jsou na Urale a v Americe.

- Osmium objevili v Anglii v roce 1803 chemik Smithson Tennant a lékař William Hyde Wollaston. Objev osmia je propojen s objevem platiny a dalších kovů platinové skupiny. V současné době se osmium získává především zpracováním platinových a niklových rud.
- Hassium bylo poprvé vyrobeno roku 1984 německými fyziky Gottfriedem Münzenbergem a Peterem Armbrusterem z Ústavu pro výzkum těžkých iontů v německém Darmstadtu. Bombardováním izotopu olova jádry atomu železa získali izotop 265Hs s poločasem rozpadu přibližně 2 ms.

## Jednotlivé prvky

### Železo

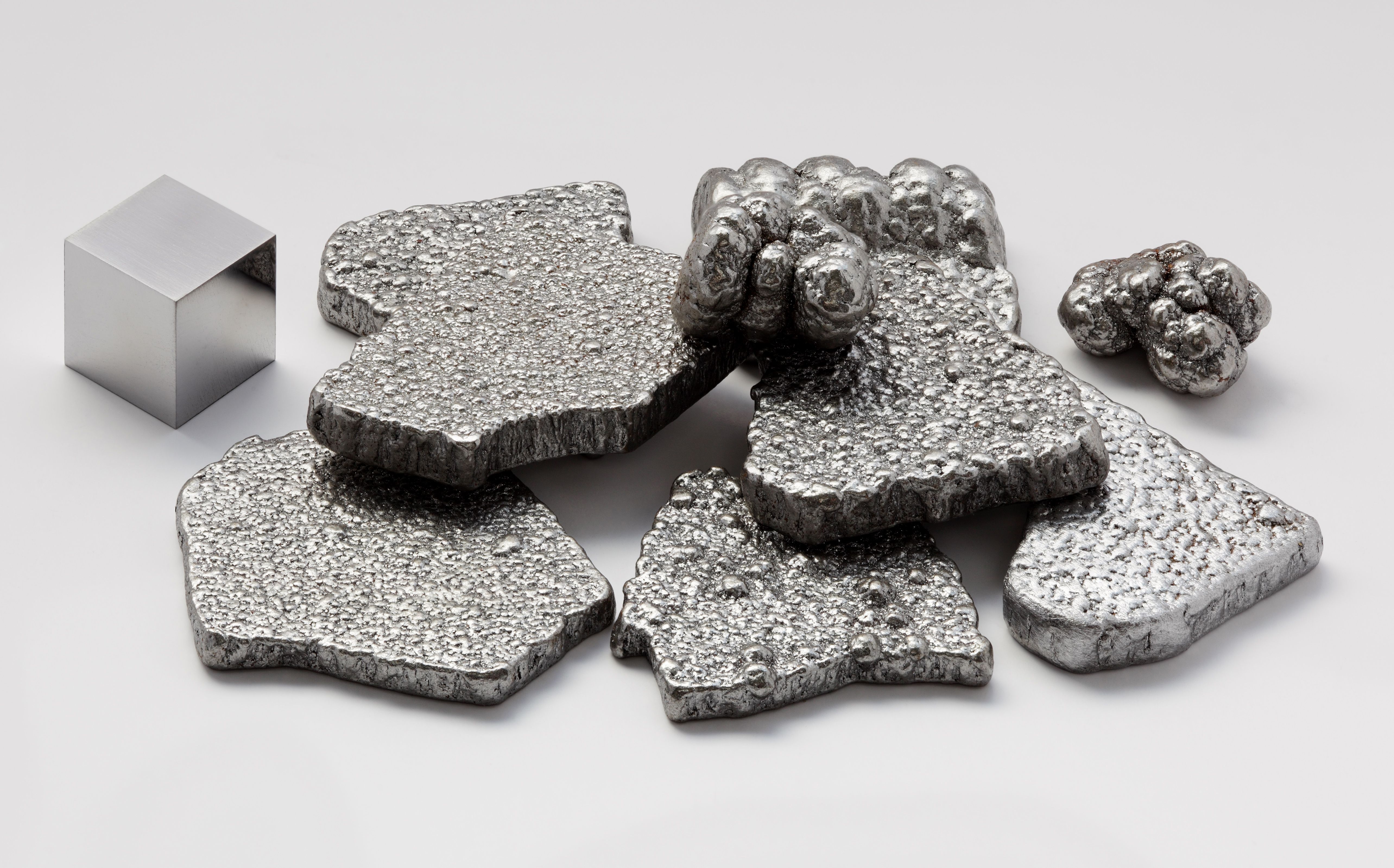
Železo

Železo je čtvrtý nejběžnější prvek v zemské kůře. V téměř čisté formě jej obsahují hlavně meteority a dále se nachází v rudách. Nedotčené a hladké povrchy z čistého železa jsou zrcadlově stříbřitě šedé. Železo snadno reaguje s kyslíkem a vodou za vzniku hnědých až černých hydratovaných oxidů železa, běžně známých jako rez. Na rozdíl od oxidů některých jiných kovů, které tvoří pasivační vrstvy, rez postupně kov znehodnocuje.
Extrakce použitelného kovu ze železných rud vyžaduje pece schopné dosáhnout teploty 1 500 °C (2 730 °F) nebo vyšší. To je asi o 500 °C (932 °F) více, než je třeba k tavení mědi. Lidé začali tento proces ovládat již před naším letopočtem a používání železných nástrojů a zbraní začalo nahrazovat slitiny mědi. Toto období je považováno za přechod z doby bronzové do doby železné.
V dnešní době jsou slitiny železa (ocel, nerezová ocel, litina a další speciální oceli) nejběžnějšími průmyslovými kovy díky svým mechanickým vlastnostem a nízké ceně, která dělá ze železa nejlevnější kov s cenou několika dolarů za kilogram. Železářský a ocelářský průmysl je proto velmi rozvinutý.

### Ruthenium

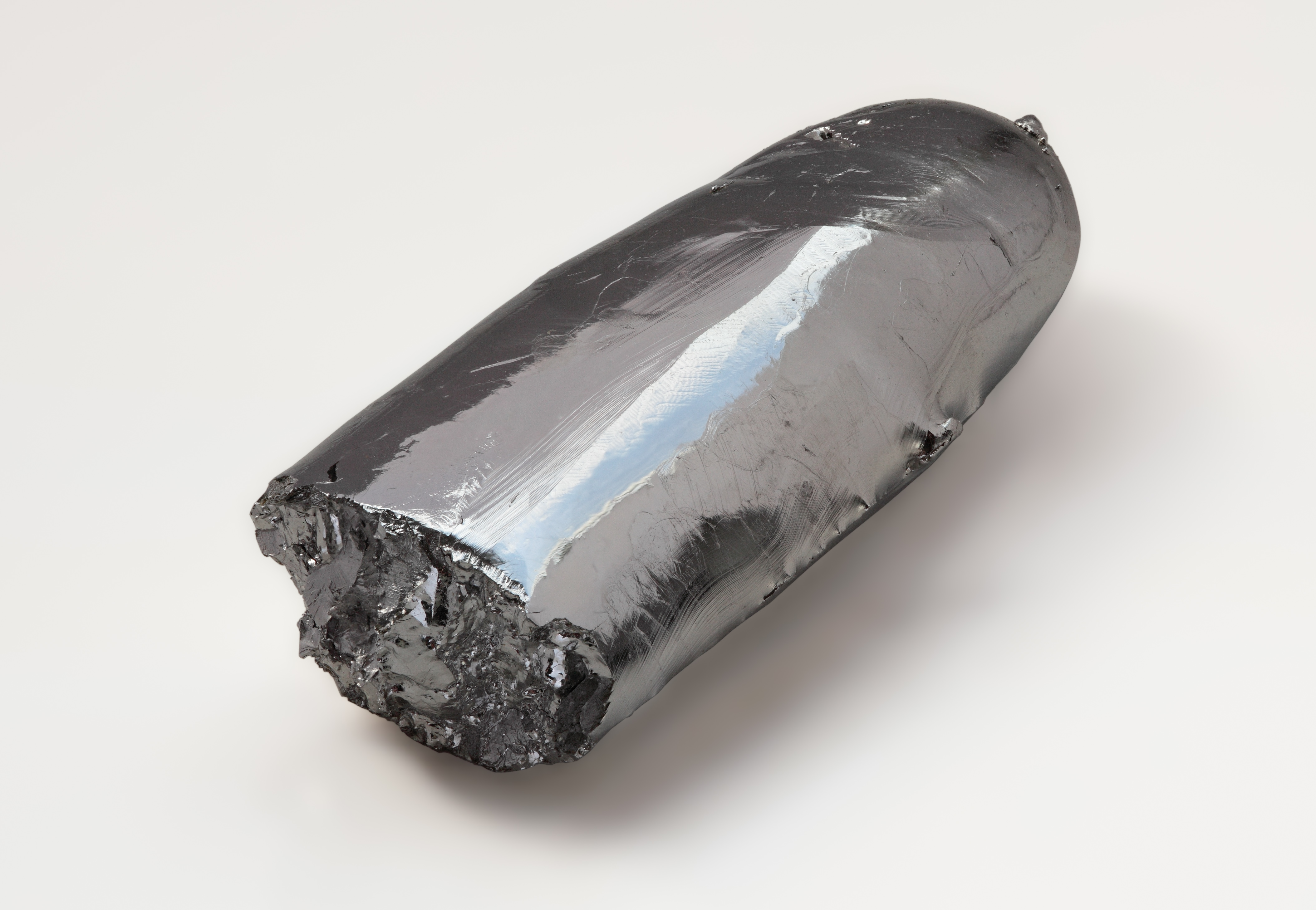
Ruthenium

Ruthenium je vzácný, tvrdý a bílý kov patřící do platinové skupiny a stejně jako ostatní kovy této skupiny je inertní vůči většině ostatních chemikálií. Ruthenium se obvykle vyskytuje jako minoritní složka platinových rud. Roční produkce stále roste, z 19 tun v roce 2009 na 35,5 tuny v roce 2017. Většina vyráběného ruthenia se používá v elektrických kontaktech odolných proti opotřebení a silnovrstvých rezistorech. Menší využití ruthenia je ve slitinách platiny a jako chemický katalyzátor.

### Osmium

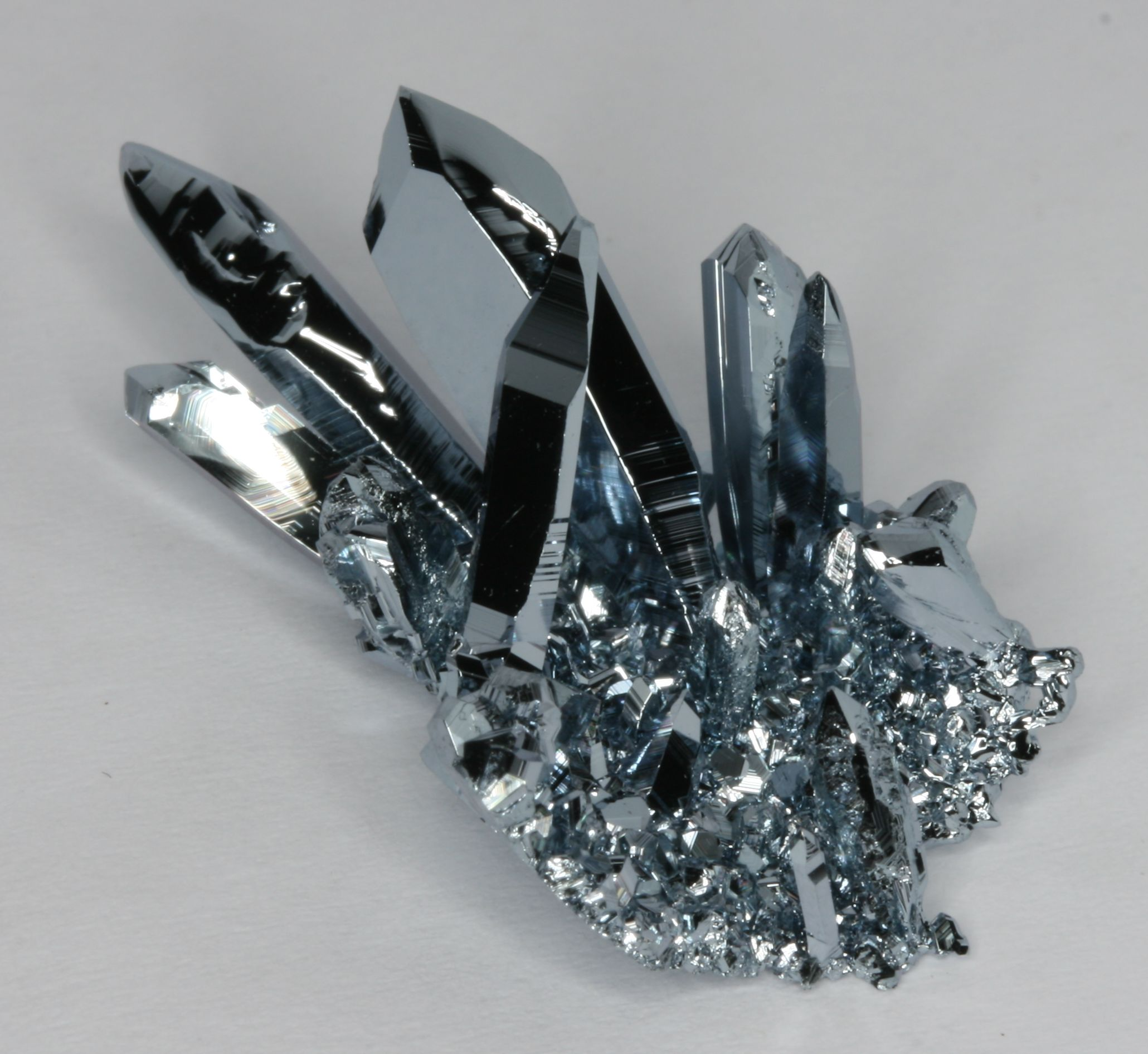
Osmium

Osmium je tvrdý, křehký a modrobílý kov, který se nachází jako stopový prvek většinou v platinových rudách. Patří mezi nejvzácnější prvky v zemské kůře a ve vesmíru. Osmium je s hustotou 22,59 g/cm3 nejhustší přirozeně se vyskytující prvek.
Jeho slitiny s platinou, iridiem a dalšími kovy platinové skupiny se používají k výrobě hrotů plnicích per, elektrických kontaktů a v dalších aplikacích, které vyžadují extrémní odolnost a tvrdost.

### Hassium
Hassium je vysoce radioaktivní supertěžký prvek. Jeho nejstabilnější známé izotopy mají poločas rozpadu přibližně deset sekund. Uměle byl vyroben v laboratoři fúzí těžkých jader s lehčími, ale pouze ve velmi malých množstvích. V přírodě tento prvek dosud nebyl nalezen.